# لئوفانس
لئوفانس (یونانی باستان: Λεωφάνης؛ تاریخ ورودی نامعتبر است – تاریخ ورودی نامعتبر است) یک طبیعت‌شناس بود.